# Liga dos Campeões da CAF de 2021–22 – Fase Final
A Fase Final da Liga dos Campeões da CAF de 2021–22 foi disputada entre 15 de abril até 30 de maio de 2022. Um total de 8 equipes competiram nesta fase.

## Calendário
| Fase             | Data do sorteio    | Partida de ida         | Partida de volta       |
| ---------------- | ------------------ | ---------------------- | ---------------------- |
| Quartas de final | 5 de abril de 2022 | 15–16 de abril de 2022 | 22–23 de abril de 2022 |
| Semifinais       | 5 de abril de 2022 | 6–7 de maio de 2022    | 13–14 de maio de 2022  |
| Final            | 5 de abril de 2022 | 30 de maio de 2022     | 30 de maio de 2022     |

## Equipes classificadas
| Grupo | Vencedores         | Segundo-lugares |
| ----- | ------------------ | --------------- |
| A     | Mamelodi Sundowns  | Al-Ahly         |
| B     | Raja Casablanca    | ES Sétif        |
| C     | Espérance de Tunis | CR Belouizdad   |
| D     | Wydad Casablanca   | Petro de Luanda |

## Chaveamento
|  | Quartas-de-final   | Quartas-de-final | Quartas-de-final | Quartas-de-final |   |                 | Semifinais   | Semifinais   | Semifinais   | Semifinais   |  |  | Final      | Final      | Final      | Final      |
|  | 15–24 de abril     | 15–24 de abril   | 15–24 de abril   | 15–24 de abril   |   |                 | 7–14 de maio | 7–14 de maio | 7–14 de maio | 7–14 de maio |  |  | 30 de maio | 30 de maio | 30 de maio | 30 de maio |
|  |                    |                  |                  |                  |   |                 |              |              |              |              |  |  |            |            |            |            |
|  | Al-Ahly            | 2                | 1                | 3                |   |                 |              |              |              |              |  |  |            |            |            |            |
|  | Raja Casablanca    | 1                | 1                | 2                |   |                 |              |              |              |              |  |  |            |            |            |            |
|  | Raja Casablanca    | 1                | 1                | 2                |   | Al-Ahly         | 4            | 2            | 6            |              |  |  |            |            |            |            |
|  |                    |                  |                  |                  |   | Al-Ahly         | 4            | 2            | 6            |              |  |  |            |            |            |            |
|  |                    | ES Sétif         | 0                | 2                | 2 |                 |              |              |              |              |  |  |            |            |            |            |
|  | ES Sétif           | ES Sétif         | 0                | 2                | 2 | 0               | 1            | 1            |              |              |  |  |            |            |            |            |
|  | ES Sétif           |                  |                  |                  |   | 0               | 1            | 1            |              |              |  |  |            |            |            |            |
|  | Espérance de Tunis | 0                | 0                | 0                |   |                 |              |              |              |              |  |  |            |            |            |            |
|  |                    |                  |                  |                  |   |                 |              |              |              |              |  |  | Al-Ahly    | 0          |            |            |
|  |                    |                  | Wydad Casablanca | 2                |   |                 |              |              |              |              |  |  |            |            |            |            |
|  | Petro de Luanda    | 2                | 1                | 3                |   |                 |              |              |              |              |  |  |            |            |            |            |
|  | Mamelodi Sundowns  | 1                | 1                | 2                |   |                 |              |              |              |              |  |  |            |            |            |            |
|  | Mamelodi Sundowns  | 1                | 1                | 2                |   | Petro de Luanda | 1            | 1            | 2            |              |  |  |            |            |            |            |
|  |                    |                  |                  |                  |   | Petro de Luanda | 1            | 1            | 2            |              |  |  |            |            |            |            |
|  |                    | Wydad Casablanca | 3                | 1                | 4 |                 |              |              |              |              |  |  |            |            |            |            |
|  | CR Belouizdad      | Wydad Casablanca | 3                | 1                | 4 | 0               | 0            | 0            |              |              |  |  |            |            |            |            |
|  | CR Belouizdad      |                  |                  |                  |   | 0               | 0            | 0            |              |              |  |  |            |            |            |            |
|  | Wydad Casablanca   | 1                | 0                | 1                |   |                 |              |              |              |              |  |  |            |            |            |            |

## Quartas de final
O sorteio para esta fase foi realizado em 5 de abril de 2022.
| Equipe 1        | Total | Equipe 2           | 1.º jogo | 2.º jogo |
| --------------- | ----- | ------------------ | -------- | -------- |
| Al-Ahly         | 3–2   | Raja Casablanca    | 2–1      | 1–1      |
| ES Sétif        | 1–0   | Espérance de Tunis | 0–0      | 1–0      |
| CR Belouizdad   | 0–1   | Wydad Casablanca   | 0–1      | 0–0      |
| Petro de Luanda | 3–2   | Mamelodi Sundowns  | 2–1      | 1–1      |

### Partidas de ida
| 15 de abril de 2022 | ES Sétif | 0 – 0     | Espérance de Tunis | Estádio 5 de Julho de 1962, Argel |
| 22:00 (UTC+1)       |          | Relatório |                    | Árbitro: RSA Victor Gomes         |

| 16 de abril de 2022 | Petro de Luanda               | 2 – 1     | Mamelodi Sundowns | Estádio 11 de Novembro, Luanda |
| 17:00 (UTC+1)       | Tiago Azulão 16' · Yano 45+1' | Relatório | Lakay 6'          | Árbitro: ZAM Janny Sikazwe     |

| 16 de abril de 2022 | Al-Ahly                            | 2 – 1     | Raja Casablanca | Estádio Al Ahly WE Al Salam, Cairo     |
| 22:00 (UTC+2)       | El Solia 13' (pen) · El Shahat 23' | Relatório | Zrida 45+1'     | Árbitro: COD Jean Jacques Ndala Ngambo |

| 16 de abril de 2022 | CR Belouizdad | 0 – 1     | Wydad Casablanca | Estádio 5 de Julho de 1962, Argel      |
| 22:00 (UTC+1)       |               | Relatório | Mbenza 46'       | Árbitro: BDI Pacifique Ndabihawenimana |

### Partidas de volta
| 22 de abril de 2022 | Espérance de Tunis | 0 – 1     | ES Sétif   | Estádio Olímpico Hammadi Agrebi, Tunes |
| 22:00 (UTC+1)       |                    | Relatório | Djabou 21' | Árbitro: MAR Redouane Jiyed            |

ES Sétif venceu por 1–0 no placar agregado.
| 22 de abril de 2022 | Raja Casablanca | 1 – 1     | Al-Ahly        | Estádio Mohammed V, Casablanca |
| 22:00 (UTC+0)       | Ngoma 5'        | Relatório | Abdelmonem 44' | Árbitro: SEN Maguette N'Diaye  |

Al-Ahly venceu por 3–2 no placar agregado.
| 23 de abril de 2022 | Mamelodi Sundowns | 1 – 1     | Petro de Luanda        | Estádio FNB, Joanesburgo           |
| 18:00 (UTC+2)       | Onyango 49'       | Relatório | Tiago Azulão 64' (pen) | Árbitro: ETH Bamlak Tessema Weyesa |

Petro de Luanda venceu por 3–2 no placar agregado.
| 23 de abril de 2022 | Wydad Casablanca | 0 – 0     | CR Belouizdad | Estádio Mohammed V, Casablanca |
| 22:00 (UTC+0)       |                  | Relatório |               | Árbitro: EGY Amin Omar         |

## Semifinais
| Equipe 1        | Total | Equipe 2         | 1.º jogo | 2.º jogo |
| --------------- | ----- | ---------------- | -------- | -------- |
| Al-Ahly         | 6–2   | ES Sétif         | 4–0      | 2–2      |
| Petro de Luanda | 2–4   | Wydad Casablanca | 1–3      | 1–1      |

### Partidas de ida
| 7 de maio de 2022 | Petro de Luanda | 1 – 3     | Wydad Casablanca                                   | Estádio 11 de Novembro, Luanda |
| 14:00 (UTC+1)     | Job 81'         | Relatório | Tiago Azulão 16' (g.c.) · Jabrane 45' · Mbenza 68' | Árbitro: ALG Mustapha Ghorbal  |

| 7 de maio de 2022 | Al-Ahly                               | 4 – 0     | ES Sétif | Estádio Al Ahly WE Al Salam, Cairo |
| 21:00 (UTC+2)     | Tau 30', 90' · Taher 54' · Sherif 72' | Relatório |          | Árbitro: ETH Bamlak Tessema Weyesa |

### Partidas de volta
| 13 de maio de 2022 | Wydad Casablanca | 1 – 1     | Petro de Luanda | Estádio Mohammed V, Casablanca |
| 19:00 (UTC+0)      | Farhane 28'      | Relatório | Gleison 21'     | Árbitro: RSA Victor Gomes      |

Wydad Casablanca venceu por 4–2 no placar agregado.
| 14 de maio de 2022 | ES Sétif                   | 2 – 2     | Al-Ahly                       | Estádio 5 de Julho de 1962, Argel |
| 20:00 (UTC+1)      | Kendouci 45' · Benayad 61' | Relatório | Abdel Kader 2' · Sherif 90+2' | Árbitro: TUN Sadok Selmi          |

Al-Ahly venceu por 6–2 no placar agregado.

## Final
A final foi disputada em 30 de maio de 2022 no Marrocos.
| 30 de maio de 2022 | Al-Ahly | 0 – 2     | Wydad Casablanca      | Estádio Mohammed V, Casablanca |
| 20:00 (UTC+1)      |         | Relatório | El Moutaraji 15', 48' | Árbitro: RSA Victor Gomes      |